# Oliver Emert
Oliver „Ollie“ Emert (* 9. Dezember 1902; † 13. August 1975 in Oxnard, Kalifornien) war ein US-amerikanischer Szenenbildner, der bei der Oscarverleihung 1963 den Oscar für das beste Szenenbild für Wer die Nachtigall stört (1962) gewann.

## Leben
Emert begann seine Laufbahn 1945 als Szenenbildner in der Filmwirtschaft Hollywoods bei dem Filmdrama Die Liebe unseres Lebens und wirkte bis 1969 an der szenischen Ausstattung von über hundert Filmen mit.
Zusammen mit Alexander Golitzen und Henry Bumstead erhielt er 1963 den Oscar in der Kategorie Bestes Szenenbild für den Schwarzweißfilm Wer die Nachtigall stört (1962) nach dem gleichnamigen Roman von Harper Lee, der unter der Regie von Robert Mulligan mit Gregory Peck, Mary Badham und Phillip Alford gedreht wurde.

## Filmografie (Auswahl)
- 1945: Die Liebe unseres Lebens (This Love of Ours)
- 1945: Die Herberge zum Roten Pferd (Frontier Gal)
- 1946: Ich sing’ mich in dein Herz hinein (Because of Him)
- 1947: Singapur (Singapore)
- 1947: Das Ei und ich (The Egg and I)
- 1947: Reite auf dem rosa Pferd (Ride the Pink Horse)
- 1948: Stadt ohne Maske (The Naked City)
- 1948: Casbah – Verbotene Gassen (Casbah)
- 1948: Abbott und Costello treffen Frankenstein (Abbott and Costello Meet Frankenstein)
- 1948: Der Mann ohne Gesicht (Rogues’ Regiment)
- 1949: Gewagtes Alibi (Criss Cross)
- 1949: Ma and Pa Kettle
- 1950: Revolverlady (Frenchie)
- 1950: Ins Leben entlassen (Outside the Wall)
- 1950: Geheimpolizist Christine Miller (Undercover Girl)
- 1950: Südsee-Vagabunden (South Sea Sinner)
- 1950: Ohne Gesetz (Saddle Tramp)
- 1950: Verfemt (The Kid from Texas)
- 1951: Tomahawk – Aufstand der Sioux (Tomahawk)
- 1951: Die Höhle der Gesetzlosen (Cave of Outlaws)
- 1951: Die Flamme von Arabien (Flame of Araby)
- 1952: Meuterei am Schlangenfluß (Bend of the River)
- 1952: Steel Town
- 1952: Die Schlacht am Apachenpaß (The Battle at Apache Pass)
- 1952: Gegen alle Flaggen (Against All Flags)
- 1952: Gefährliches Blut (The Lawless Breed)
- 1952: Unternehmen Rote Teufel (Red Ball Express)
- 1952: Unter falscher Flagge (Yankee Buccaneer)
- 1953: Allen Gefahren zum Trotz  (Back to God’s Country)
- 1953: Die Todesbucht von Louisiana (Thunder Bay)
- 1953: Auf verlorenem Posten (The Lone Hand)
- 1954: Attila, der Hunnenkönig (Sign of the Pagan)
- 1954: Über den Todespaß (The Far Country)
- 1954: Der eiserne Ritter von Falworth (The Black Shield of Falworth)
- 1955: Das Haus am Strand (Female on the Beach)
- 1955: Vom Teufel verführt (The Rawhide Years)
- 1957: Das todbringende Ungeheuer (The Deadly Mantis)
- 1957: Die Uhr ist abgelaufen (Night Passage)
- 1957: Duell in den Wolken (The Tarnished Angels)
- 1957: Der Engel mit den blutigen Flügeln (Battle Hymn)
- 1958: Immer Ärger mit den Frauen (The Lady Takes a Flyer)
- 1959: Unternehmen Petticoat (Operation Petticoat)
- 1960: Mitternachtsspitzen (Midnight Lace)
- 1961: Die gnadenlosen Vier (Posse from Hell)
- 1961: El Perdido (The Last Sunset)
- 1961: Ein Pyjama für zwei (Lover Come Back)
- 1962: Ein Köder für die Bestie (Cape Fear)
- 1962: Wer die Nachtigall stört (To Kill a Mockingbird)
- 1963: Die Totenliste (The List of Adrian Messenger)
- 1964: Zwei erfolgreiche Verführer (Bedtime Story)
- 1964: Die letzte Kugel trifft (Bullet for a Badman)
- 1964: Treffpunkt für zwei Pistolen (Invitation to a Gunfighter)
- 1964: Schick mir keine Blumen (Send Me No Flowers)
- 1964: Das Mädchen mit der Peitsche (Kitten With a Whip)
- 1965: Der Mann vom großen Fluß (Shenandoah)
- 1965: Die Normannen kommen (The War Lord)
- 1966: Rancho River (The Rare Breed)
- 1966: Südwest nach Sonora (The Appaloosa)
- 1967: Tobruk
- 1969: Gefährlicher Auftrag (Backtrack!)

## Auszeichnungen
- 1963: Oscar in der Kategorie Bestes Szenenbild/Schwarzweißfilm für Wer die Nachtigall stört